# Olympische Winterspiele 2002/Teilnehmer (Andorra)
| Gelbes Symbol für Goldmedaillen mit stilisierten Olympischen Ringen | Graues Symbol für Silbermedaillen mit stilisierten Olympischen Ringen | Braundes Symbol für Bronzemedaillen mit stilisierten Olympischen Ringen |
| ------------------------------------------------------------------- | --------------------------------------------------------------------- | ----------------------------------------------------------------------- |
| —                                                                   | —                                                                     | —                                                                       |

Andorra nahm an den Olympischen Winterspielen 2002 im US-amerikanischen Salt Lake City mit drei Sportlern im alpinen Skilauf teil.

## Teilnehmer nach Sportarten

### Ski Alpin
Männer
- Alex Antor
Riesenslalom: 36. Platz
Slalom: ausgeschieden
- Víctor Gómez
Riesenslalom: 39. Platz

Frauen
- Vicky Grau
Riesenslalom: ausgeschieden
Slalom: 24. Platz